# Theobaldo Costa Jamundá
Teobaldo Costa Jamundá (Recife, 10 de março de 1914 — Blumenau, 4 de junho de 2004) foi um jornalista, poeta e folclorista brasileiro.
Filho de Tiburtino Batista da Costa e de Luísa Jamundá Costa.